# زنان در پادشاهی چوسان
زنان در پادشاهی چوسان (به انگلیسی: Women in Joseon) (۱۳۹۲–۱۸۹۷) با گذر زمان موقعیت اجتماعی متغیری داشتند. آن‌ها حقوق کمتری نسبت به زنان در دودمان گوریو (۹۱۸–۱۳۹۲) داشتند و حقوق کمتری نسبت به مردان معاصر خود داشتند. موقعیت اجتماعی نزولی آن‌ها به پذیرش اصول نئوکنفوسیونیسم (با برخی از شیوه‌های محلی کره) نسبت داده شده است. برای زنان در دوره چوسان امری نادر بود که قادر به خواندن باشند و گاهی انتظار می‌رفت که زنان لباس‌هایی بپوشند که بدن و سرشان را به‌طور قابل‌توجهی در مکان‌های عمومی بپوشاند.

## تاریخ

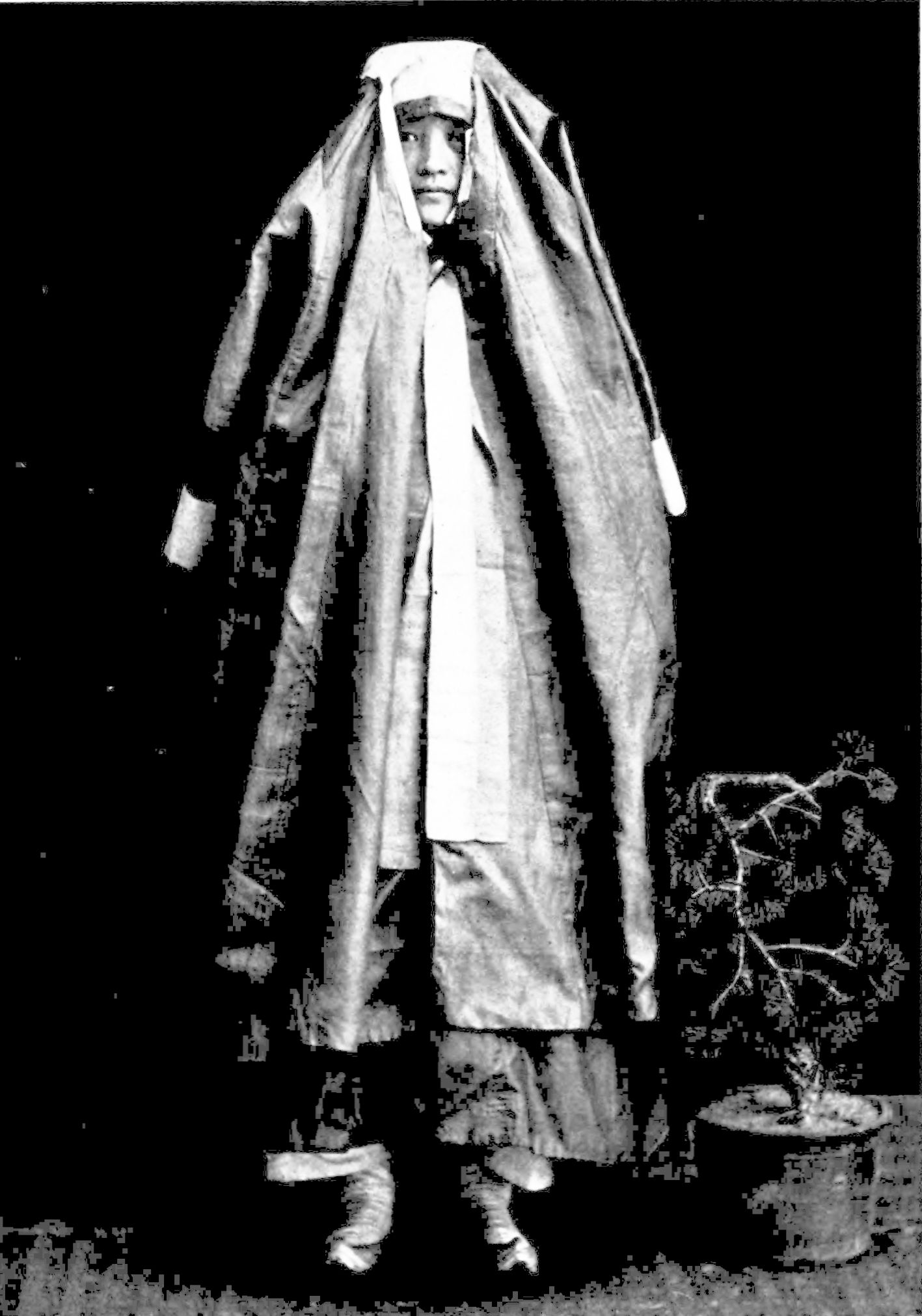
عکس ۱۹۰۶ که توسط، هومر هلبرت، به عنوان لباس شایسته و محترم برای خیابان توصیف شده است. این لباس‌ها به‌طور سنتی از ابریشم سبز ساخته می‌شدند.

در دوران گوریو زنان آزادی قابل‌توجهی داشتند. آن‌ها می‌توانستند آزادانه با مردان ارتباط داشته باشند، دارای اموال شخصی باشند و زمین به ارث ببرند. این وضعیت به‌طور چشمگیری در نیمه دوم پادشاهی چوسان پس از تهاجم ژاپن به کره (۱۵۹۸–۱۵۹۲) تغییر کرد، به طوری که وضعیت زنان به تدریج بدتر شد. زندگی آن‌ها تحت تأثیر نئوکنفوسیونیسم قرار گرفت، اما به‌طور قابل‌توجهی سخت‌گیرانه‌تر از چین بود، جایی که این فلسفه سرچشمه گرفته بود. این تغییر در جامعه بر اساس نئوکنفوسیونیسم تحت تأثیر چین می‌تواند با تمرکز بیشتر بر خط‌های نسب مردانه که منجر به چاپ چوکپو (سلسله‌نامه‌ها) از سال ۱۶۰۰ به بعد مرتبط باشد. تغییرات ایدئولوژیک اجتماعی از ۱۶۵۰ به بعد به‌طور برجسته‌ای توصیف شده است.
زنان باید به اصول کنفوسیانیسم پایبند می‌بودند. به عنوان کودکان تحت سرپرستی پدران خود بودند، پس از ازدواج تحت سرپرستی شوهرانشان و در دوران پیری تحت سرپرستی پسر بزرگشان. از آن‌ها خواسته می‌شد که فردی با فضیلت باشند، که برای زنان به معنای حیا، اطاعت و وفاداری بود؛ زنان بافضیلت از سال ۱۴۳۴ به تدریج از نظر وضعیت اجتماعی و حمایت مالی از سوی دولت پاداش می‌گرفتند. زنان یانگبان کاملاً از سایر اعضای جامعه جدا بودند. در طول روز نمی‌توانستند از خانه بیرون بروند و اگر مجبور می‌شدند، در تخت روانی به نام گاما (کره‌ای: 가마) حمل می‌شدند. آن‌ها از بازی کردن و تفریح در خارج از خانه منع شده بودند؛ اگر چنین می‌کردند، می‌توانستند با یک چوب به نام گنجو کتک بخورند. این اصول و تفکیک اجتماعی نمی‌توانست به‌طور کامل در طبقات پایین‌تر جامعه اعمال شود، زیرا زنان طبقات پایین و برده‌ها وظایف مختلفی داشتند. با این حال، حتی در خانه‌های دهقانان اتاق‌های جداگانه‌ای برای مردان و زنان وجود داشت و خانواده‌های ثروتمند اتاق‌های مردانه و زنانه داشتند: «اتاق‌های بیرونی» به نام sarangchae (کره‌ای: 사랑채) برای مردان و «اتاق‌های درونی» به نام anchae (کره‌ای: 안채) یا anbang (کره‌ای: 안방; هانجا: 內房) برای زنان. تا پایان دودمان چوسان، زنان طبقات پایین که وظایف نئوکنفوسیونیسمی خود را در راستای زاییدن یک پسر به انجام می‌رساندند، سینه‌های خود را در مکان‌های عمومی نشان می‌دادند تا نشان‌دهنده افتخار باشد، در حالی که زنان نجیب‌زاده از انجام این کار منع شده بودند زیرا این عمل به عنوان «پایین‌رده» در نظر گرفته می‌شد. با این حال، بسیاری از دانشمندان صحت شواهد این روند را مورد تردید قرار می‌دهند.
بیشتر زنان سواد نداشتند، زیرا مدارس عمومی به‌طور اختصاصی به پسران آموزش می‌دادند. حتی پس از معرفی هانگول، زمانی که سواد بهبود یافت، تنها ۴٪ از زنان در قرن نوزدهم قادر به خواندن و نوشتن بودند. زنان از طبقه یانگبان می‌توانستند از خانواده خود آموزش ببینند؛ به عنوان مثال، تاج‌الملکه قرن هجدهم بانو هه گیونگ توسط یک عمه‌شوهر خود آموزش خواندن و نوشتن هانگول را فراگرفت. برخی از زنان فیلسوف در حمایت از پدرسالاری نوشته‌اند، مانند ایم یانگجیدانگ و گانگ جونگیلدانگ، اما تفسیر فمینیستی مدرن بر این است که این زنان تنها در حال تظاهر بودند. زنان از یادگیری هانجا، کاراکترهای چینی که برای نوشتن زبان کره‌ای استفاده می‌شدند، منع شده بودند. زنان همچنین از حق مشارکت در جسا، آیین‌های احترام به اجداد، که این نیز انحرافی مهم از شیوه‌های اصلی چینی بود، محروم بودند.
خانه‌هایی که توسط زنان اداره می‌شدند در ابتدای دوره چوسان ناپدید شدند و به تدریج حق ارث خود را نیز از دست دادند. دلیل آن این بود که ازدواج دختران نیاز به جهیزیه گران‌قیمت داشت و این امر موجب شد که دختران به نام دودونگنیو (کره‌ای: 도둑녀)، «دزدها» نامیده شوند. طبق اصول نئوکنفوسیونیسم، زنان پس از ازدواج باید از شوهران و خانواده شوهر خود اطاعت می‌کردند و خانواده زناشویی آن‌ها دیگر ضرورتی نمی‌دیدند که ارثی به دختر خود بدهند، علاوه بر جهیزیه گران‌قیمت. دختران متأهل اغلب به نام چولگا اوئین (کره‌ای: 출가외인; هانجا: 出嫁外人)، «کسی که خانواده را ترک کرده و به بیگانه تبدیل شده است»، شناخته می‌شدند. زنان باید از شوهران و خانواده شوهر خود اطاعت می‌کردند و هیچ‌گونه حقی برای درخواست طلاق نداشتند. مردان می‌توانستند بر اساس چیلگوجیاک (کره‌ای: 칠거지악)، «هفت گناه»، زنان خود را طلاق دهند: نافرمانی نسبت به خانواده شوهر، عدم توانایی در زاییدن پسر، زنای محصنه، حسادت، بیماری ژنتیکی، حرف‌زنی و سرقت.
در دوران پایانی این سلسله، از زنان انتظار می‌رفت که حتی پس از مرگ نیز به شوهران خود وفادار بمانند، بنابراین بیوهها اجازه ازدواج مجدد نداشتند. با این حال، در طبقات پایین‌تر چنین ازدواج‌هایی همچنان صورت می‌گرفت، زیرا خانواده‌ها، به دلایل مالی یا انتقام‌های شخصی، بیوه‌های سربار را به مردانی که توانایی ازدواج نداشتند، می‌سپردند. در حالی که نقض این قانون در میان طبقات پایین‌تر عموماً از سوی مقامات نادیده گرفته می‌شد، بیوه‌های یانگبان (اشراف) از ازدواج مجدد منع می‌شدند، وگرنه فرزندان آن‌ها از طبقه اشرافی طرد می‌شدند. اعضای خاندان سلطنتی حتی با سختگیری بیشتری مواجه بودند؛ به طوری که سونگ‌جونگ چوسان دستور اعدام دخترعموی خود را صادر کرد، زیرا پس از بیوه شدن، با یک خدمتکار مرد همخانه شده بود و این امر نشان‌دهنده آن بود که رابطه‌ای جنسی میان آن‌ها برقرار بوده است.
از آنجا که زنان دیگر نمی‌توانستند سرپرست خانوار باشند، بیوه‌ها اغلب سربار مالی محسوب می‌شدند و گاهی به خودکشی ناموسی دست می‌زدند. از زنان انتظار می‌رفت که به هر قیمتی از عفت خود محافظت کنند و در اواخر دوران چوسان، آن‌ها اغلب چاقوهای کوچکی به نام paedo (کره‌ای: 패도; هانجا: 佩刀) را به norigae (آویز رنگارنگی که از قسمت بالایی هانبوک آویزان می‌شد) متصل می‌کردند تا در صورت مواجهه با ننگ، جان خود را بگیرند و از بدنامی خانواده جلوگیری کنند.

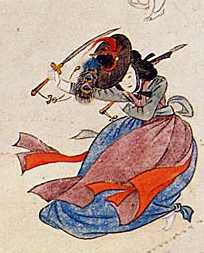
رقص شمشیر توسط یک گیسنگ. گیسنگ‌ها از کودکی تحت آموزش‌های فشرده قرار می‌گرفتند. بخشی از یک نقاشی متعلق به سال ۱۸۰۵ از شین یون بوک (۱۷۵۸–۱۸۱۳).

مردان اجازه داشتند علاوه بر همسر اول خود، همسر دوم و هم‌بالینی داشته باشند. قرار گرفتن در موقعیت همسر دوم یا معشوقهٔ یک اشراف‌زاده، از نظر اجتماعی برتر از زنان عامی یا برده محسوب می‌شد، اما فرزندان این زنان نامشروع تلقی شده و از حقوق یانگبان محروم می‌شدند. همسران اول و فرزندان مشروع اشراف، معمولاً این زنان را تحقیر می‌کردند. این کودکان در جامعه طردشده محسوب می‌شدند، مگر اینکه مستقیماً از خاندان سلطنتی بودند، که در این صورت مورد احترام و گاه بیم و هراس قرار می‌گرفتند.
زنان در دوران چوسان تنها چهار نوع «حرفه» می‌توانستند داشته باشند: آن‌ها می‌توانستند gungnyeo (زنان دربار)، شمن، پزشک یا گیسنگ باشند. گیسنگ‌ها، که اغلب با گیشاهای ژاپنی مقایسه می‌شوند، نسبت به سایر زنان آزادی بیشتری داشتند و در اشعار خود خود را به پروانه‌های سرگردان یا سگ‌های وحشی تشبیه می‌کردند. آن‌ها توانایی خواندن و نوشتن داشتند، در موسیقی، هنر و شعر مهارت داشتند و به عنوان همراهان فکری مردان در جامعه‌ای که همسران، شریکان فکری محسوب نمی‌شدند، خدمت می‌کردند. مشهورترین گیسنگ احتمالاً هوانگ جین یی است که در قرن شانزدهم می‌زیست و امروزه به عنوان نماد زنی پیشرو، آزاداندیش، قدرتمند و آگاه به حقوق خود در کره شناخته می‌شود.
پزشکان زن کمتر مورد توجه گفتمان‌های مدرن قرار گرفته‌اند، زیرا پیرامون آن‌ها داستان‌های جنجالی کمتری وجود داشته و تمایل به پرداختن به نقاط قوت دوران چوسان کمتر دیده می‌شود؛ پدیده‌ای که به عنوان شکلی از خاورگرایی مورد انتقاد قرار گرفته است.
قوانین دوران چوسان زنان را از اسب‌سواری و بازی‌هایی مانند گو (بازی) منع می‌کرد. بر اساس سنت، خانه‌ها دارای دو ورودی مجزا (یکی برای مردان و دیگری برای زنان) بودند و آشپزخانه به عنوان مرزی فیزیکی بین بخش‌های زنانه و مردانه عمل می‌کرد. برای اطمینان از جدایی زنان از مردان در خارج از خانه، در ساعات خاصی از روز ناقوسی به صدا درمی‌آمد که نشان می‌داد فقط زنان مجاز به حضور در خیابان هستند. حتی زنان طبقه بالا نیز موظف بودند در خانه‌هایی با دیوارهای بلند زندگی کنند تا میزان مواجهه آن‌ها با مردان غریبه کاهش یابد. با این حال، زنان طبقات پایین‌تر، اغلب در مزارع خانوادگی همراه با مردان کار می‌کردند.
در اواخر این دوران، زنان متأهل عمدتاً با نام همسر یا فرزندانشان خطاب می‌شدند ("همسر فلانی"، "مادر فلانی"). این رویه با کاربرد عنوان "خانم" در زبان انگلیسی که وضعیت تأهل یک زن را نشان می‌دهد، تفاوت داشت.
در اواخر قرن نوزدهم، پایین‌ترین طبقات زنان به‌طور آشکار در مبارزات سال نو (که در ماه اول سال جدید برگزار می‌شد و زمانی بود که بدهی‌ها تا پایان سال قدیم یا ۱۵ روز مهلت پس از آن پرداخت نشده بود) شرکت می‌کردند. مبارزات به دلیل انتقام‌جویی‌های شخصی نیز میان مردان، گروه‌های تجاری، روستاها یا گروه‌های کودکان انجام می‌شد. شرط‌بندی بر روی مبارزات زنان رایج بود. با این حال، نه زنان و نه مردان از طبقات بالاتر در مبارزات شرکت می‌کردند، یا در بهترین حالت، یک اشراف‌زاده مرد ممکن بود از یک قهرمان برای مبارزه پشت درهای بسته استفاده کند.

### زنان سرشناس چوسان
فهرست به ترتیب نزولی سال درگذشت، جدیدترین در ابتدا:
- امپراتریس میونگ‌سونگ (۱۸۵۱–۱۸۹۵)، که در زمان خود به نام «ملکه مین» شناخته می‌شد، ملکه همسر کره که در سال ۱۸۹۵ ترور شد.
- Kang Jeongildang (۱۷۷۲–۱۸۳۲)، شاعر و نویسنده نامه‌های منتشرشده. او با بافندگی از همسر دانشمند خود حمایت می‌کرد.
- Lee Bingheogak (۱۷۵۹–۱۸۲۴)، دانشمند اشرافی و نویسنده منتشرشده شعر و دو دایرةالمعارف بزرگ. نسخه‌هایی از برخی آثار او که به نام شناخته شده بودند، در دوره ۱۹۳۹–۲۰۰۴ دوباره کشف شدند.
- Seo Yeongsuhap (۱۷۵۳–۱۸۲۳)، عضو یک خانواده اشرافی قدرتمند، ریاضیدان و شاعر برجسته با مجموعه‌ای چشمگیر از آثار.
- بانو هه گیونگ از خاندان هونگ پونگسان (۱۷۳۵–۱۸۱۶)، همسر اشرافی شاهزاده سادو که به دلیل بیماری روانی و اعمالش به مرگ محکوم شد. او شرحی تکان‌دهنده از زندگی خود به عنوان همسر سلطنتی وحشت‌زده را در کتاب خاطرات بانو هه‌گیونگ نوشت.
- Gim Man-deok (۱۷۳۹–۱۸۱۲)، تاجر و نیکوکار که اقدامش در توزیع برنج میان گرسنگان باعث شد مورد تقدیر قرار گیرد.
- Im Yunjidang (۱۷۲۱–۱۷۹۳)، دانشمند نئوکنفوسیوسی، فیلسوف و نویسنده که از یک خانواده یانگبان فقیر بود. زندگی‌نامه‌اش توسط برادر کوچکش نوشته شد.
- چوی سوک‌بین (۱۶۹۹–۱۷۱۸)، زندگی خود را به عنوان یک خدمتکار آب‌رسان در قصر آغاز کرد و در نهایت به معشوقه محبوب پادشاه سوکجونگ چوسان تبدیل شد. کاخ Ihyeon در سئول به او اهدا شد. او مادر پادشاه یونگ‌جو چوسان بود.
- کیم گه شی «بانو درباری کیم» (درگذشته ۱۶۲۳)، ندیمه قصر که به کنترل امور دولتی رسید اما در نهایت سرش از تن جدا شد.
- جولیا اوتا (آخرین اطلاعات شناخته‌شده در ۱۶۲۲)، زن اشرافی که در کودکی اسیر و به ژاپن برده شد، جایی که به یک مبلغ برجسته مسیحی تبدیل شد و به ویژه در ایزو اوشیما مورد احترام بود و در آنجا یک معبد شینتو مخصوص به خود دارد.
- هوانگ جین یی یا Hwang Jin-yi (۱۵۰۶–۱۵۶۷)، گیسنگ و شاعر نامدار که به دلیل معماهایش نیز شهرت داشت. او الهام‌بخش بسیاری از درام‌های محبوب مدرن بوده است.
- شاهدخت Yi Gu-ji (درگذشته ۱۴۸۹)، به دلیل داشتن رابطه نامشروع با خدمتکار خود پس از بیوه شدن، اعدام شد.

### بیشتر
- Csoma, Mózes (2013). Egy nemzet, két ország – A közös gyökerektől. Korea (به مجاری). Napvilág Kiadó. ISBN 978-963-338-360-5.
- Cumings, Bruce (1997). Korea's Place in the Sun: A Modern History. New York: W.W. Norton & Company. ISBN 0-393-31681-5.
- Kim Haboush, JaHyun (2013). The Memoirs of Lady Hyegyŏng: The Autobiographical Writings of a Crown Princess of Eighteenth-Century Korea (2 ed.). Berkeley: University of California Press. ISBN 978-0-520-20055-5.
- Seth, Michael J. (2010). A History of Korea: From Antiquity to the Present. Rowman & Littlefield Publishers. ISBN 978-0-7425-6717-7.